# Medaille voor Militaire Dapperheid

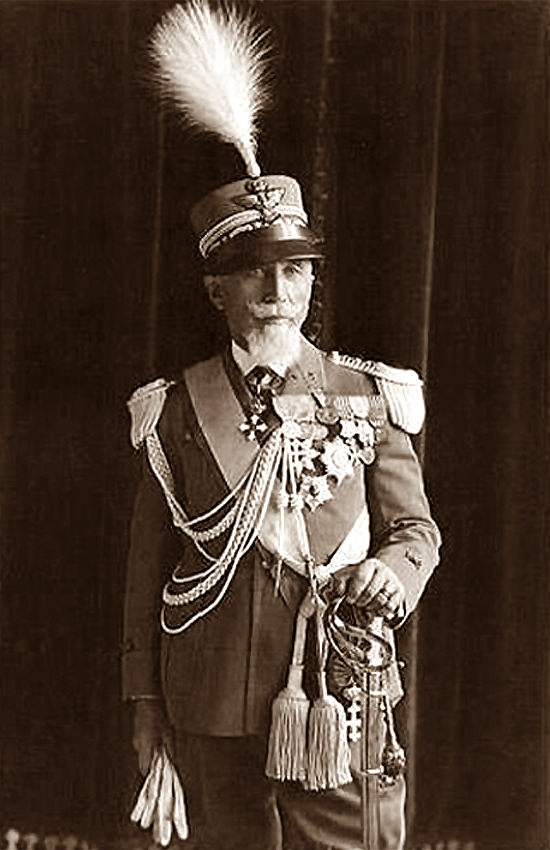
Maarschalk De Bono met zijn Zilveren Medaille voor Dapperheid

De drie Medailles voor Dapperheid (of in het Italiaans "Medaglia al Valore Militare") zijn de hoogste onderscheidingen voor moed in oorlogstijd die in Italië worden toegekend. De drie in Savoye ingestelde medailles hebben de Risorgimento, het fascisme en de val van de Italiaanse monarchie overleefd en zij worden nu door de Italiaanse republiek uitgereikt.
Zie:  
- De Gouden medaille voor Dapperheid (Medaglia d'oro al Valore Militare)
- De Zilveren medaille voor Dapperheid (Medaglia d'argento al Valore Militare)
- De Bronzen medaille voor Dapperheid (Medaglia di bronzo al Valore Militare)